# Josep Ramon Balanzat Torres
Josep Ramon Balanzat i Torres, (Eivissa, 1963) és un mestre i polític eivissenc.
És actualment director general de cooperació del Govern de les Illes Balears. Va ser el primer diputat autonòmic verd elegit a l'Estat espanyol (Parlament de les Illes Balears, 1995 - 1999) per Els Verds d'Eivissa. Durant aquesta legislatura va presentar una proposició de llei per tal d'implantar a les Illes Balears una ecotaxa turística.
Als anys 70 i 80 va ser cofundador i dirigent de diverses organitzacions juvenils: Club Juvenil 30 de maig, Grup Gent Jove, Grup d'Esplai s'Olibassa. Durant la dècada del 1990 encapçalà plataformes reivindicatives com “Salvem Ses Salines” i fou portaveu del principal grup ecologista, el GEN - GOB d'Eivissa. Fou regidor d'Els Verds d'Eivissa a l'Ajuntament d'Eivissa (legislatura 1995 - 1999). Ha treballat com a cooperant a Nicaragua contractat per Nacions Unides (2001 - 2002).